# El gato (novela)
El gato (en francés: Le Chat) es una novela del escritor belga Georges Simenon, publicada en 1967.
La obra fue escrita, como era usual en Simenon, en un breve período de dos semanas entre septiembre y octubre de 1966.Fue publicada en Francia en 1967 por Presses de la Cité, después de que Simenon ya hubiera publicado alrededor de otros 200 libros. La obra contiene elementos de ficción psicológica y humor negro.  Cuenta la historia de un matrimonio de ancianos de unos 70 años que se odian desde hace años por haber matado mutuamente sus mascotas. Sin embargo, pronto comprenderán que no pueden vivir el uno sin el otro. Se especula que la historia de El Gato tiene su origen en la difícil relación del autor con su madre. 

## Argumento
La historia se cuenta desde la perspectiva del hombre: Él, Émile, proviene de un entorno humilde, trabajó como capataz de construcción, con predilección por las mujeres un poco vulgares, y siendo viudo, conoció a Marguerite, que era sólo un poco más joven y también viuda.
Ahora Marguerite y Émile Bouin son un matrimonio de ancianos, ambos de más de setenta años. Llevan cinco años casados. Habían decidido casarse por capricho espontáneo para escapar de la soledad de la viudez, pero rápidamente se comprobó que era un error, los dos son demasiado diferentes. Émile es un sencillo artesano que pasó su vida laboral como capataz y jefe de obra, mientras que Marguerite proviene de una familia industrial de clase alta. Aunque su padre se las había arreglado para quedarse con la mayor parte de la herencia familiar, sigue siendo propietaria de una pequeña hilera de casas, en lenta decadencia, en una calle lateral de París, donde también vive la pareja. Hace tres años, la situación se agrava cuando Marguerite tiene que cuidar del gato de Émile, al que odia, durante un ataque de gripe. Cuando Émile echa de menos al gato, finalmente lo encuentra muerto en el sótano y sospecha que su mujer ha mezclado veneno para ratas en su comida. En venganza, maltrata al loro de Marguerite, que muere poco después. Desde entonces sólo ha habido odio y desprecio entre ambos. Marguerite le escribe en un papel: “He pensado en todo. Como católica, tengo prohibido considerar el divorcio. Dios nos hizo hombre y mujer y debemos vivir bajo un mismo techo. Sin embargo, nada me obliga a hablar con usted, y le pido sinceramente que se abstenga de hacerlo también por su parte.” Desde entonces, los dos sólo se han comunicado a través de pequeños trozos de papel con los que se transmiten malicia mutua.
La situación llega a un punto crítico cuando Marguerite invita a una amiga a su casa y le cuenta las peores cosas sobre Émile para humillarlo. Cuando esto se repite durante varios días, Émile se muda del piso compartido y se aloja en la casa de una amiga casera de un bar con la que mantiene un fugaz romance desde hace mucho tiempo. Pero Marguerite lo localiza al poco tiempo y se para frente a la nueva casa de Émile todos los días, acusándolo en silencio. Como él cree que ella no puede vivir sin él, regresa con ella, pero bajo el techo compartido la vieja situación de silencio y mensajes de odio en los trozos de papel simplemente continúa como antes. Un día, Émile regresa a casa después de un paseo y encuentra a Marguerite muerta en su dormitorio. Frente a la muerta, recupera brevemente su discurso, quiere pronunciar su nombre y también se pregunta si ella lo llamó antes de su muerte. Presa del pánico, logra llamar a un médico, pero luego se desmaya. Cuando despierta en el hospital, descubre que, a diferencia de su esposa, él se salvó mediante una cirugía de emergencia. Pero se da cuenta de que de hecho ha perdido todo propósito en la vida.

## Recepción
El gato tuvo una recepción positiva, recibiendo una crítica favorable de Richard Boston de The New York Times. Birgit Böllinger opinó: "el psicograma de un matrimonio fallido, es para mí un hito en la obra de Simenon. Dos unidos en una relación de amor y odio hasta que la muerte los separa [... ] Así como Émile no carece de compasión y ternura por “la vieja”, Simenon también trata a sus personajes con compasión por todos sus fracasos [...] [y] muestra: Hay dos personas que quieren ser diferentes, pero no pueden. Y como sabes por experiencia propia que esto también te puede pasar a ti, cuando lees a Georges Simenon, el maestro de la sencillez, te sientes atrapado... y comprendido.."La crítica en Wordpress resalta el papel que cumple el lenguaje en la obra: "Simenon describe los acontecimientos con su lenguaje sencillo y sin adornos: El tono sobrio y las estructuras lingüísticas sencillas refuerzan el horror de lo cotidiano que caracteriza el relato. Casi se podría decir que es audaz: narrar el silencio en el medio de la literatura, es decir, el lenguaje, las palabras. Utilizar las palabras para abordar una vida en común en la que se omite precisamente lo que hay que decir requiere una cierta seguridad en el terreno resbaladizo de la escritura. Simenon lo consigue con creces. Y crea un inquietante panorama de abismos humanos."

## Adaptación
- Pierre Granier-Deferre adaptó la historia al cine. La película se estrenó en 1971 en Francia con el título Le Chat, y fue protagonizada por Jean Gabin y Simone Signoret.[8][9]Dieter Wunderlich comentó: "Pierre Granier-Deferre utiliza el modelo literario con bastante libertad. Por ejemplo, convirtió al viudo Émile en el tipógrafo jubilado Julien, y a su segunda esposa Marguerite, hija de un propietario de fábrica y viuda de un músico, en la antigua artista de circo Clémence. Se trata de una tragedia a modo de drama de cámara sobre la ruptura de un largo matrimonio en el que los cónyuges ya no tienen nada que decirse. «El gato» es una película excelentemente montada y fotografiada en la que se puede ver a Jean Gabin y Simone Signoret en la cumbre de sus dotes interpretativas. Fueron galardonados con dos «Osos de Plata» en el Festival de Berlín."[10]
- La novela se volvió a adaptar en 2007 para la televisión alemana Das Erste con Götz George y Hannelore Hoger bajo la dirección de Kaspar Heidelbach.[11]